# أبو بكر حازم بك

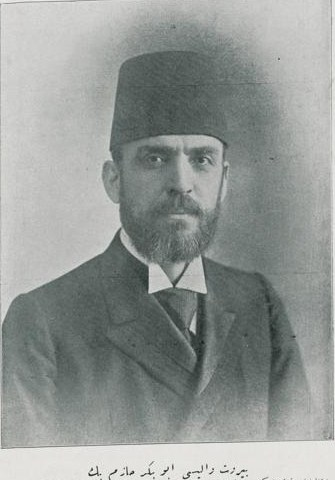
أبو بكر حازم بك سنة 1912

أبو بكر حازم بك (بالتركية: Ebubekir Hâzım Tepeyran)‏ (ولدَ في 1863، نيدا - توفي في 5 يونيو 1947، إسطنبول) هو سياسي عثماني،أصبح والياً على بغداد 1907-1908م، وقت إعلان الدستور اختلف مع ناظم باشا رئيس الهيئة الإصلاحية واستقال. تولى منصب عضو البرلمان التركي.

## مناصبه
تولى المناصب التالية:
- عضو في البرلمان التركي (11 أغسطس 1923–2 أغسطس 1927)
- عضو في البرلمان التركي (3 أبريل 1939–15 ديسمبر 1943)
- عضو في البرلمان التركي (8 مارس 1944–14 يونيو 1946)
- ناظر الداخلية  [لغات أخرى]‏ (1920–1920)